# Astrid Guyart
Pour les articles homonymes, voir Guyart.
Astrid Guyart, née le 17 mars 1983 à Suresnes, est une escrimeuse médaillée olympique française spécialisée dans le fleuret, ingénieure aérospatiale, secrétaire générale du Comité national olympique et sportif français (CNOSF) et autrice jeunesse.

## Biographie
Plusieurs fois médaillée aux championnats du monde et d'Europe, Astrid Guyart fait partie de l'équipe de France de fleuret dames. Pensionnaire de l'INSEP, elle commence la pratique de l'escrime à cinq ans au club du Vésinet. Elle est aujourd'hui licenciée au Cercle d'escrime Melun Val de Seine.
Blessée à la hanche fin 2007, elle est toutefois présente aux Jeux olympiques de Pékin en 2008 en tant que partenaire. Quatre ans plus tard, elle est cette fois-ci qualifiée pour les Jeux de Londres, aussi bien en individuel (10e) que par équipes où elle termine au pied du podium (4e). En 2016, elle se sélectionne à nouveau aux Jeux de Rio en 2016 pour l'épreuve individuelle (le fleuret dames n'a pas d'épreuve par équipes au programme olympique de 2016). Elle y obtiendra une place de finaliste (6e).
Dans sa vie professionnelle, Astrid Guyart est ingénieure diplômée de l'EPF - École d'ingénieurs en 2006 et spécialisée en aéronautique et aérospatiale. Elle travaille chez Airbus Safran Launchers en tant qu'architecte de véhicules spatiaux et coach d'amélioration continue. Au titre de ce double parcours, elle a reçu le trophée Sport & Management de la meilleure reconversion professionnelle en 2015. En 2017, elle devient responsable d'un laboratoire de maturation et de développement de matériaux et procédés pour applications spatiales à ArianeGroup.
Dans sa vie extra-professionnelle, elle est autrice d'une collection d'albums jeunesse autour des valeurs du sport et de ses champions, Les Incroyables Rencontres de Jo. Cette collection, parue aux éditions Le Cherche midi, raconte le sport aux enfants sous l'angle du développement personnel au travers de la rencontre du héros Jo avec un enfant qui deviendra vingt ans plus tard un grand champion français. Cinq tomes sont déjà parus : Jo, haut perché sur le saut à la perche et la confiance en soi avec Vanessa Boslak, Le Face-à-face de Jo sur l'escrime et la connaissance de soi avec Brice Guyart, Le Rebond de Jo sur le basket-ball et la tolérance avec Emmeline Ndongue, Le Coup de main de Jo sur le handball et la solidarité avec Thierry Omeyer et Daniel Narcisse et enfin Jo, tout feu tout glace sur le patinage et la gestion des émotions avec Nathalie Péchalat.
Convaincue que le sport doit être davantage valorisé pour le rôle qu’il joue au service de la cohésion sociale et de l’épanouissement de la jeunesse, elle a eu envie de mettre plus largement l’univers du sport, de l'olympisme et de ses valeurs au service de l’épanouissement et de la réussite éducative des enfants au travers d'une association d’intérêt général « Les Carnets de Jo » dédiée à l'éducation par le sport.
Athlète engagée, elle est élue en 2016 à la Commission des athlètes de haut niveau du Comité national olympique et sportif français. Elle copréside le Comité des sportifs, de l'Agence française de lutte contre le dopage et fait partie depuis avril 2018 de la Commission des athlètes du comité d'organisation de Paris 2024, une instance de dix-huit sportifs présidée par Martin Fourcade qui va travailler à la préparation concrète des Jeux olympiques et paralympiques de 2024.
Sur le plan international, Astrid est marraine de l'association « Pour le Sourire d'un Enfant » qui œuvre au Sénégal pour la protection et la réinsertion des mineurs en situation de conflit avec la loi en proposant des innovations artistiques et éducatives (méthode « Escrime et justice réparatrice ») afin de promouvoir des alternatives à la privation de liberté, préparer la sortie de prison et rompre avec le cycle de récidive.
En 2020, elle obtient aux Jeux de Tokyo la médaille d'argent en fleuret par équipes avec Anita Blaze, Ysaora Thibus et Pauline Ranvier, s'inclinant en finale contre l'équipe russe.
En juin 2021, elle fait son coming out en tant que lesbienne dans un documentaire intitulé Faut qu'on parle et diffusé sur MyCanal. Elle a une compagne, Julie.
Elle est la sœur cadette de Brice Guyart.

## Palmarès
- Jeux olympiques
  -  Médaille d'argent par équipes aux Jeux olympiques d'été de 2020 à Tokyo

- Championnats du monde
  -  Médaille de bronze par équipes aux championnats du monde 2018 à Wuxi
  -  Médaille de bronze par équipes aux championnats du monde 206  à Rio de Janeiro
  -  Médaille de bronze par équipes aux championnats du monde 2015  à Moscou
  -  Médaille de bronze par équipes aux championnats du monde 2014  à Kazan
  -  Médaille d'argent par équipes aux championnats du monde 2013  à Budapest
  -  Médaille de bronze par équipes championnats du monde 2005 à Leipzig

- Épreuves de coupe du monde
  -  Médaille de bronze à la coupe du monde 2017 de Gdansk, Pologne.
  -  Médaille d'or à la coupe du monde 2015 de Gdansk, Pologne.
  -  Médaille d'or à la coupe du monde par équipes 2013 de Shanghai, Chine.
  -  Médaille d'argent à la coupe du monde 2013 de Séoul, Corée du Sud.
  -  Médaille d'argent à la coupe du monde 2013 de Gdansk, Pologne.
  -  Médaille de bronze à la coupe du monde 2013 de Turin, Italie.
  -  Médaille de bronze à la coupe du monde 2012 de Saint-Pétersbourg, Russie.
  -  Médaille d'or à la coupe du monde 2012 de Shanghai, Chine.
  -  Médaille de bronze à la coupe du monde 2012 de Séoul, Corée du Sud.
  -  Médaille de bronze au tournoi d'escrime de Marseille 2012, France.
  -  Médaille de bronze à la coupe du monde 2011 de Shanghai, Chine.
  -  Médaille d'argent à la coupe du monde 2010 de New York, États-Unis.
  -  Médaille d'or à la coupe du monde par équipes en 2006 à Séoul, Corée du Sud.
  -  Médaille d'or à la coupe du monde juniors en 2003 à Lyon, France.

- Championnats d'Europe 
  -  Médaille de bronze par équipes en 2018 à Novi Sad, Serbie
  -  Médaille de bronze par équipes en 2016 à Toruń, Pologne
  -  Médaille de bronze par équipes en 2015 à Montreux, Suisse
  -  Médaille de bronze par équipes en 2014 à Strasbourg, France
  -  Médaille d'argent par équipes en 2013 à Zagreb, Croatie
  -  Médaille d'argent par équipes en 2012 à Legnano, Italie
  -  Médaille de bronze par équipes en 2009 à Zalaegerszeg, Hongrie
  -  Médaille de bronze par équipes en 2008 à Plovdiv, Bulgarie

- Jeux méditerranéens
  -  Médaille d'or aux Jeux méditerranéens de 2005 à Almería

- Championnats de France d'escrime
  -  Médaille d'or aux Championnats de France d'escrime 2009 et 2010
  -  Médaille d'argent aux Championnats de France d'escrime 2008, 2011 et 2012
  -  Médaille de bronze aux Championnats de France d'escrime 2003, 2005, 2006 et 2015
  -  Médaille d'or aux Championnats de France d'escrime 2011 par équipes avec le Vésinet
  -  Médaille d'or aux Championnats de France juniors d'escrime 2002 et 2003

## Distinctions
- Officière de l'ordre national du Mérite (8 septembre 2021)[13]
  -  Chevalière de l'ordre national du Mérite (13 mai 2016)[14]